# Sidi Makhlouf (Tunisie)
Sidi Makhlouf (arabe : سيدي مخلوف) est une ville du sud de la Tunisie située à vingt kilomètres au nord de Médenine.
Rattachée administrativement au gouvernorat de Médenine, elle constitue une municipalité, comptant 3 070 habitants en 2014, et le chef-lieu d'une délégation comptant 25 206 habitants à cette même date.